# Platanthera channellii
Platanthera channellii är en orkidéart som beskrevs av James P. Folsom. Platanthera channellii ingår i släktet nattvioler, och familjen orkidéer. Inga underarter finns listade i Catalogue of Life.